# Međani, Prijepolje
Međani (izvirno srbsko Међани) je naselje v Srbiji, ki upravno spada pod Občino Prijepolje; slednja pa je del Zlatiborskega upravnega okraja.

## Demografija
V naselju živi 75 polnoletnih prebivalcev, pri čemer je njihova povprečna starost 52,6 let (52,8 pri moških in 52,3 pri ženskah). Naselje ima 32 gospodinjstev, pri čemer je povprečno število članov na gospodinjstvo 2,50.
To naselje je, glede na rezultate popisa iz leta 2002, večinoma srbsko.
|  |

| Demografija | Demografija     | Demografija     |
| Leto        | Št. prebivalcev | Št. prebivalcev |
| ----------- | --------------- | --------------- |
|             |                 |                 |
|             |                 |                 |
|             |                 |                 |
|             |                 |                 |
| 1948        | 257             |                 |
| 1953        | 263             |                 |
| 1961        | 280             |                 |
| 1971        | 234             |                 |
| 1981        | 176             |                 |
| 1991        | 119             | 116             |
| 2002        | 80              | 80              |
|             |                 |                 |

| Etnična sestava po popisu iz leta 2002 | Etnična sestava po popisu iz leta 2002 | Etnična sestava po popisu iz leta 2002 | Etnična sestava po popisu iz leta 2002 | Etnična sestava po popisu iz leta 2002 |
| -------------------------------------- | -------------------------------------- | -------------------------------------- | -------------------------------------- | -------------------------------------- |
| Srbi                                   | Srbi                                   |                                        | 79                                     | 98,75%                                 |
| Neznano                                | Neznano                                |                                        | 1                                      | 1,25%                                  |